# Улица Академика Щусева (Киев)
У́лица Акаде́мика Щу́сева (укр. ву́лиця Акаде́міка Щу́сєва) — улица в Шевченковском районе города Киева, местность Сырец. Пролегает от улицы Елены Телиги до железнодорожного путепровода и улицы Стеценко.
К улице Академика Щусева примыкают улицы Семьи Глаголевых, Максима Берлинского, Вавиловых, Братьев Малаковых, Алешковская, Тираспольская, переулки Джорджа Орвелла и Академика Щусева.

## История
Улица возникла в середине XX века под названием 881-я Новая. В 1953 году получила название в честь архитектора А. В. Щусева (повторное постановление о наименовании — в 1955 году).

## Застройка
Улица Академика Щусева начала застраиваться в второй половине 1940-х годов. Среди жилых домов — двухэтажные «сталинки» 1947—1952 годов (дом №№ 15, 25, 27/4, 30/6), пятиэтажные «хрущёвки» (дом №№ 3, 6, 7), девятиэтажные панельные «чешки» серии 1-КГ-480-12У (дом №№ 36, 44) и др.

## Интересный факт
- Приблизительно у половины адресных табличек на зданиях в названии улицы нет слова Академика.

## Важные учреждения
- Технический лицей Шевченковского района (дом № 20)
- Телевизионный канал К1 (дом № 26)
- Храм иконы Божией Матери «Умягчение злых сердец» и святителя Петра Могилы (дом № 12а).